# ソン・ユナ
ソン・ユナ（송윤아、1973年6月7日 - ）は、韓国・慶尚北道金泉市出身の女優である。本貫は恩津宋氏。身長168cm、体重48kg。血液型はO型。

## 略歴
漢陽大学校を首席で入学。1995年 KBSスーパータレントで金賞を含む3賞を受賞したのを機にデビュー。2003年〜2004年にかけて読売テレビ、東京MXテレビで放送された『ホテリアー』で韓国四天王の一人、ペ・ヨンジュンと共演した。また、『サラン』ではチャン・ドンゴン、チェ・ジウの二大スターとも共演している。2009年5月28日に俳優のソル・ギョングと結婚し、2010年に1子をもうけた。

## 出演作

### ドラマ
- 個性時代（1995年、KBS）
- 燦爛たる黎明（1995年、KBS）
- 龍の涙（1996年-1998年、KBS） - チョン氏役
- 伝説の故郷-九尾狐（1997年、KBS）
- 地平線越し（1997年、SBS）
- サラン（1998年、MBC） - ソ・ヒス役
- ミスターQ（1998年、SBS） - ファン・ジュリ役
- 真実のために（1998年、MBC） - チャン・ヘミ役
- アドバケット（1998年、MBC）
- 折鶴（1998年-1999年、KBS） - チャ・ヨンヒ（セリ）役
- ワンチョ（1999年、MBC） - ヨンジ役
- ボス（1999年、MBC）
- バットボーイズ（2000年、MBC） - ハ・ヨンソ役
- ラブストーリー-忘れ物（2000年、SBS）
- ホテリアー（2001年、MBC） - ソン・ジニョン役
- バンダル熊私の愛（2001年、MBC）
- プレゼント（2003年、MBC） - キム・ヘジン役
- フルハウス（2004年、KBS） - ソン・ユナ役
- 嵐の中へ（2004年、SBS） - チャ・ミソン役
- 香港エクスプレス（2005年、SBS） - ハン・ジョンヨン（オ・ファニ）役
- 姉さん（2006年-2007年、MBC） - ユン・スンジュ役
- オンエアー（2008年、SBS） - ソ・ヨンウン役
- シークレット・ガーデン（2010年-2011年、SBS）– グラビアモデル役
- ママ〜最後の贈りもの〜（2014年、MBC） - ハン・スンヒ（ステラ・ハン）役
- ラスト・チャンス!（2015年、KBS） - チェ・インギョン役
- 楽しい私の家（2016年、KBS）-研究所教授役
- THE K2〜キミだけを守りたい〜（2016年、tvN） - チェ・ユジン役
- ナインルーム（2018年、tvN） - パク・ヨンジョン役
- 秘密の女たち（2018年、SBS） - キム・ユンジン役
- 優雅な友達（2020年、JTBC） - ナム・ジョンヘ役
- ショーウィンドウ:女王の家（2021年-2022年、チャンネルA） - ハン・ソンジュ役

### 映画
- 1818(1997年)
- チャン(1998年)
- 不朽の名作(2000年)
- ジェイル・ブレーカー(2002年)
- フェイス(2004年)
- 愛を逃す(2006年)
- 阿娘(2006年)
- シークレット(原題："시크릿" 2009年)
- ウエディングドレス(2010年)
- 無垢なる証人(2019年)
- 連鎖(2020年)

### バラエティ
- Korea's Got Talent(2011年)

## 受賞歴
- 1995年 KBS スーパータレント金賞
- 1998年 SBS演技大賞 優秀演技賞
- 1999年 第35回 百想芸術大賞 テレビ部門人気賞
- 1999年 SBS演技大賞 優秀演技賞
- 2000年 SBS演技大賞 ビックスタ賞
- 2001年 MBC演技大賞 最優演技賞
- 2002年 第23回 青龍映画賞 助演女優賞
- 2003年 第11回 春史大賞映画祭 助演女優賞
- 2003年 第40回 大鐘賞映画祭 助演女優賞
- 2007年 MBC放送芸能大賞 功労賞
- 2008年 SBS演技大賞 最優演技賞
- 2015年 第51回 百想芸術大賞 テレビ部門最優秀女優演技賞